# Mark Nielsen
Mark Nielsen (ur. 19 maja 1979) – kanadyjski łyżwiarz szybki.

## Kariera
Największe sukcesy w karierze Mark Nielsen osiągnął w sezonie 2003/2004, kiedy zajął drugie miejsce w klasyfikacji Pucharu Świata na 100 m. Wyprzedził go jedynie Chińczyk Yu Fengtong, a trzecie miejsce zajął Japończyk Jōji Katō. Ponadto w sezonie 2004/2005 Nielsen był trzeci w tej samej klasyfikacji, ulegając tylko Yu Fengtongowi i Yūyi Oikawie z Japonii. W zawodach PŚ zadebiutował 10 stycznia 2003 roku w Salt Lake City, gdzie był drugi w biegu na 100 m. Na podium stawał jeszcze siedmiokrotnie, odnosząc przy tym dwa zwycięstwa: 2 marca 2003 roku i 17 lutego 2008 roku w Inzell był najlepszy na swym koronnym dystansie. Nigdy nie wystąpił na mistrzostwach świata, ani igrzyskach olimpijskich. Startował także na dystansach 500 i 1000 m, ale bez większych sukcesów. W 2008 roku zakończył karierę.